# Свети Атанасий (Соволяно)
Вижте пояснителната страница за други значения на Свети Атанасий.
„Свети Атанасий Летни“ или „Свети Атанас Летни“ е българска църква в село Соволяно, община Кюстендил.
Църквата се намира в северния край на селото, от ляво на шосето за село Драговищица. Построена е през 1885 г. в имота на Станоя Вучков. Частично е стенописана, поставени са резбован иконостас и икони през 1897 година. Църквата е обновена през 2007 година.
Църквата празнува на 18 януари и на 2 май.